# جيمس فاولر (لاعب كريكت)
جيمس فاولر (24 يناير 1990 بكيب تاون في جنوب أفريقيا - ) (بالإنجليزية: James Fuller)‏ هو لاعب كريكت جنوب أفريقي ونيوزلندي. لعب مع نادي مقاطعة ميدلسكس للكريكت ‏ ونادي مقاطعة غلوستر للكريكت ‏ وفريق أوكلاند للكريكت ‏ وفريق أوتاغو للكريكت ‏.

## وصلات خارجية
- جيمس فاولر على موقع إي آس بي آن كريك إنفو (الإنجليزية)